# Pierwsza karta Wirginii
Pierwsza karta Wirginii, Karta z 1606 – dokument wydany w roku 1606  przez Jakuba I, regulujący tryb osadnictwa na nowych ziemiach w Ameryce Północnej. Nazwa Karty pochodziła od przydomka królowej Anglii Elżbiety I Tudor. Na mocy tego aktu powstała czternastoosobowa Rada Królewska dla Wirginii, której objęła zarząd nad obszarami rozciągającymi się wzdłuż amerykańskiego wybrzeża między 34 a 45 równoleżnikiem. 
Jednym z owoców uchwalenia Karty stało się zorganizowanie wyprawy okrętów Susan Constant, Godspeed oraz Discovery, która wypłynęła 20 grudnia 1606 pod wodzą Christophera Newporta. Łącznie wyruszyło około 100 osadników, w tym Bartholomew Gosnold, przewidziany na gubernatora.